# Tori Cowley
Pour les articles homonymes, voir Cowley.
Victoria 'Tori' Cowley est une joueuse canadienne de beach-volley, née le 24 septembre 1988.

## Carrière
Elle remporte la médaille de bronze en 4x4 aux Jeux mondiaux de plage de 2019 à Doha